# هياكل البيانات المترابطة
هياكل البيانات المترابطة في سياق علوم الحاسب هي هياكل بيانات تترابط وتنتظم مع بعضها البعض، وتشمل هياكل البيانات المترابطة كل من القوائم المتصلة وأشجار البحث وأشجار التعبير الثنائية وغيرها، كما تدخل في بناء العديد من الخوارزميات الفعالة مثل الفرز الطوبولوجي  وهيكلة بيانات المجموعات المنفصلة. 

## الأنواع الشائعة لهياكل البيانات المرتبطة

### القوائم المتصلة

قائمة متصلة لها عقدة واحدة.

القوائم المتصلة عبارة عن مجموعة من الهياكل المرتبة، يحتوي كل هيكل منها على حقلين، أحدهما للبيانات والآخر رابط لعنوان الهيكل التالي، أي أن الروابط تكون روابط منطقية تُخزن كجزء من بيانات الهيكل نفسه، وليست روابط ناتجة عن تجاور مكاني في الذاكرة.
يمكن أن تكون القوائم متصلة بشكل بقائمة واحدة أو أكثر، كما يمكن أن تكون قوائم خطية أو دائرية.

### أشجار البحث
شجرة البحث هي هيكل بيانات شجري تحتوي عقدها على قيم من مجموعة مرتبة جزئيا.